# Xã Roanoke, Quận Woodford, Illinois
Xã Roanoke (tiếng Anh: Roanoke Township) là một xã thuộc quận Woodford, tiểu bang Illinois, Hoa Kỳ. Năm 2010, dân số của xã này là 2.558 người.